# Руфіньйо Гама
Руфіньйо Вальтер Гама (порт. Rufino Walter Gama, нар. 20 червня 1998, Баукау) — східно-тиморський футболіст, що грає на позиції нападника в східнотиморському клубі «Лаленок Юнайтед» та збірній Східного Тимору.

## Клубна кар'єра
Руфіньйо Гама розпочав грати у футбол у юнацькій команді «Академіка» з Ділі, і в 2016—2017 році грав у основному складі «Академіки» вже у чемпіонаті країни. У 2017 році Гама перейшов до складу іншої східнотиморської команди «Какусан», у якій грав протягом року. У 2018 році футболіст став гравцем команди «Каркету» з Ділі, у складі якої грав до кінця 2019 року. З початку 2020 року Руфіньйо Гама грає в складі команди «Лаленок Юнайтед».

## Виступи за збірні
Руфіньйо Гама з 2012 до 2016 року грав у складі юнацької збірної Східного Тимору, на юнацькому рівні зіграв 12 матчів. З 2015 року Гама грав у складі молодіжної збірної Східного Тимору, у складі молодіжної збірної зіграв 16 матчів, у яких відзначився 2 забитими м'ячами. З 2016 року грає у складі національної збірної Східного Тимору, на середину 2023 року зіграв у складі збірної 22 матчі, у яких відзначився 7 забитими м'ячами.